# Illusionist
Ein Illusionist ist ein Künstler, der meist mit technischen Mitteln bei seinem Publikum Sinnestäuschungen (Illusionen) erzeugt.

## Zauberkunst
Im Sprachgebrauch der Zauberkünstler bezeichnet man als Illusionisten oder sogar Großillusionisten speziell solche, die mit Requisiten arbeiten. Klassische Kunststücke in diesem Genre sind die zersägte Jungfrau, Levitationen und die Zig-Zag.
Berühmte Illusionisten:
- André Kole (* 1936)
- André Sarrasani (* 1972)
- Criss Angel (* 1967)
- Max Buldermann, Künstlername Max Berol (1868–1930)
- David Copperfield (* 1956)
- Doug Henning  (1947–2000)
- Ehrlich Brothers (* 1978/1982)
- Florian Zimmer (* 1983)
- Hans Klok (* 1969)
- Jan Rouven (* 1977)
- Julius Frack (* 1975)
- Kalanag (1903–1963)
- Marc & Alex (* 1975/1974)
- Harry Houdini (1874–1926)
- Robert Harbin (1908–1978)
- Siegfried und Roy (* 1939/1944)
- Zati Sungur (1898–1984)
- Mark Wilson (1929–2021)

## Malerei
Das Wort bezeichnet auch Maler des Illusionismus oder solche, die explizit optische Täuschung oder Antinomien in ihrem Werk verwenden, wie die Surrealisten.
Berühmte Illusionisten:
- M. C. Escher
- René Magritte
- Salvador Dalí